# Výzkumný ústav živočišné výroby
Výzkumný ústav živočišné výroby, v.v.i. v Praze je veřejnou výzkumnou institucí, která je od svého založení v roce 1951 centrem výzkumu biologických a biotechnologických základů chovu hospodářských zvířat.
Ve VÚŽV se provádí základní i aplikovaný výzkum zaměřený na inovace a praktické využití poznatků v chovech hospodářských zvířat v oblastech: genetika a šlechtění zvířat, biotechnologie a reprodukce, výživa, kvalita produktů, etologie a welfare zvířat, technologie chovů, management stád a ekonomika výroby.
Mimo základní a aplikovaný výzkum zajišťuje VÚŽV další odborné činnosti. Jednou z nejvýznamnějších aktivit ústavu je realizace Národního programu uchování a využití genetických zdrojů hospodářských zvířat, kde kromě odborné garance, koordinace a administrace programu ústav zajišťuje i veškeré související mezinárodní agendy. Vedle toho ústav zajišťuje činnost Vědeckého výboru výživy zvířat a z pověření Ministerstva zemědělství zastupuje Českou republiku v Evropském sdružení pro živočišnou výrobu (EAAP).

## Historie zemědělského výzkumu v Československu
Od 20. let minulého století se staly hybnou pákou veškerého zootechnického pokroku v chovech nově založené výzkumné ústavy pro živočišnou výrobu, které se nejen podílely na vypracování důležitých opatření ke zvelebování chovu, ale přímo se účastnily řízení plemenářské práce na chovatelských stanicích.  Ministerstvo zemědělství projektuje v Čechách, na Moravě se Slezskem a na Slovensku vždy po jednom hlavním zemském výzkumném ústavu pro jednotlivé obory výroby zemědělské, zvláště ústavy pro výrobu rostlinnou, ústavy pro výrobu živočišnou a lesnictví. Jako výkonné orgány těchto zemských výzkumných ústavů fungovaly v jednotlivých výrobních oblastech krajské výzkumné stanice, které se zabývaly pokusnictvím.
Ve 30. letech bylo v rámci státních výzkumných ústavů 80 pracovišť. V období 1947 - 1953 určuje výzkum hospodářský plán, jehož hlavním cílem je přestavba hospodářství a tím podstatně zvýšit životní úroveň. Velkým zásahem do hospodářství Československa byla nacistická okupace a s tím související opatření (stanoven nucený výkup živočišné produkce za úřední ceny, ...)
V říjnu roku 1948 byly všechny výzkumné ústavy zestátněny a byla zřízena jednotná organizace výzkumnictví a technického rozvoje. Od roku 1951 byl výzkum řízen Státním plánovacím úřadem. Na jeho popud byly zřízeny ústřední výzkumné ústavy.
Od druhé poloviny 20. století byla věda a výzkum ovlivněny politikou země. Zrušena byla genetika a byly zrušeny dlouhodobě vedené plemenné knihy. V roce 1951 byla v Rapotíně založena Státní pokusná stanice chovatelsko-pastevnická a Státní výzkumná stanice zemědělská. Výzkum se soustředil na zušlechtění domácích plemen skotu, zvyšování užitkovosti, výživy skotu, ale také i na reprodukci, technologii dojení a ekonomiky chovu.

## Historie

##### Školní statek v Uhříněvsi
Školní statek tvořily dvory Uhříněves a Netluky s mlýnem Podlesko. Byl zestátněn v roce 1918 (původní majitelé byli z rodu Lichtenštejnů) a poté ho získala v roce 1920 Vysoká škola zemědělská. Statek byl financován ze státního rozpočtu a prvním ředitelem se stal Václav Rosam.

#### Ústav pro zhospodárnění zemědělské práce
Ústav byl zřízen v roce 1928 při Školním statku, aby zavedl pokrokové metody do zemědělství. Prováděly se zde odborné kurzy pro pedagogy, přednášky a ukázky technických vynálezů pro širokou veřejnost.

#### Výzkumný ústav živočišné výroby, v.v.i. (VÚŽV)
Výzkumný ústav byl založen v roce 1951 a navázal na činnost Zemského výzkumného ústavu zootechnického v Brně a Ústavu pro zhospodárnění zemědělské práce v Uhříněvsi.
V roce 1962 byla dokončena rozsáhlé přebudování ústavu, aby byl umožněn posun ve výzkumné činnost a zásadním způsobem se změnila struktura a zaměření výzkumu, aby se výzkum neprolínal s dalšími ústavy.
Vývoj a výzkum ústavu pokračoval v dalších letech podle koncepce národního hospodářství. Změnu přinesl až rok 1992, kdy se ústav stal státní příspěvkovou organizací. V roce 1994 se novým pracovištěm ústavu stal dosavadní Výzkumný ústav pro chov prasat v Kostelci nad Orlicí. Rok poté byl ústav na základě pověření ministerstva zemědělství uznán za národní středisko, které řídí a usměrňuje chov stanovených plemen a populací zvířat uznaných u nás jako národní genetické zdroje. Národní program byl po vstupu ČR do Evropské unie notifikován v roce 2006 evropskou komisí a pokračuje do současnosti.

## Ředitelé a ředitelky ústavu
- prof. Dr. Ing. Karel Koubek, DrSc. (1951–1958)
- doc. Dr. Ing. Miroslav Dvořáček, CSc. (1958–1980)
- Ing. Bedřich Sedlmayer (1981–1987)
- prof. MVDr. Ing. František Jílek, CSc. (1987–1990)
- prof. Ing. Václav Jakubec, DrSc. (1991–1992)
- doc. Ing. František Urban, DrSc. (1993–1999)
- doc. Ing. Josef Bouška, CSc. (1999–2005)
- prof. Ing. Věra Skřivanová, CSc. (2006–2011)
- doc. Ing. Petr Homolka, CSc., Ph.D. (od 2012)

## Výzkumná oddělení ústavu
- Biologie a reprodukce
- Genetika a šlechtění hospodářských zvířat
- Fyziologie výživy a jakost produkce
- Výživa a krmení hospodářských zvířat
- Etologie
- Technologie a technika chovu hospodářských zvířat
- Chov skotu
- Chov prasat
- Národní centrum pro genetické zdroje